# تومي سبينس
تومي سبينس (بالإنجليزية: Tommy Spence)‏ هو لاعب كرة قدم أمريكية أمريكي، ولد في 17 أبريل 1896 في توماسفيل في الولايات المتحدة، وتوفي في 27 نوفمبر 1918 في فرنسا.